# بوخ (النمسا)
بوخ (بالألمانية: Buch) هي بلدية في منطقة بريغنز في ولاية فورارلبرغ النمساوية.